# Cantón de Vernoux-en-Vivarais
El cantón de Vernoux-en-Vivarais era una división administrativa francesa, que estaba situada en el departamento de Ardecha y la región de Ródano-Alpes.

## Composición
El cantón estaba formado por nueve comunas:
- Boffres
- Chalencon
- Châteauneuf-de-Vernoux
- Saint-Apollinaire-de-Rias
- Saint-Jean-Chambre
- Saint-Julien-le-Roux
- Saint-Maurice-en-Chalencon
- Silhac
- Vernoux-en-Vivarais

## Supresión del cantón de Vernoux-en-Vivarais
En aplicación del Decreto nº 2014-148 de 13 de febrero de 2014, el cantón de Vernoux-en-Vivarais fue suprimido el 22 de marzo de 2015 y sus 9 comunas pasaron a formar parte; siete del nuevo cantón de La Voulte-sur-Rhône y dos del nuevo cantón de Le Cheylard.